# Ричмонд, Джордж Уильям
Джордж Уильям Ричмонд (англ. George William Richmond, 1877 — октябрь 1941) — шотландский шахматист. Один из сильнейших шахматистов Шотландии 1-й трети XX века. Чемпион Шотландии 1910 г. (турнир проводился в Эдинбурге). Выступал преимущественно во внутренних британских соревнованиях. В составе сборной Англии участвовал в трех матчах по телеграфу со сборной США. Выступая на средних досках (но часто впереди более известных и титулованных шахматистов), одержал одну победу, одну партию закончил вничью и одну проиграл.

## Спортивные результаты
| Год  | Город    | Соревнование                                                  | + | − | = | Результат | Место |
| ---- | -------- | ------------------------------------------------------------- | - | - | - | --------- | ----- |
| 1907 |          | Матч Англия — США по телеграфу (5-я доска, против М. Моргана) | 1 | 0 | 0 | 1 из 1    |       |
| 1908 |          | Матч Англия — США по телеграфу (4-я доска, против Ю. Делмара) | 0 | 0 | 1 | ½ из 1    |       |
| 1910 | Эдинбург | Чемпионат Шотландии                                           |   |   |   |           | 1     |
| 1911 |          | Матч Англия — США по телеграфу (6-я доска, против Р. Блэка)   | 0 | 1 | 0 | 0 из 1    |       |